# Chassalia subcordatifolia
Chassalia subcordatifolia är en måreväxtart som först beskrevs av De Wild., och fick sitt nu gällande namn av Piesschaert. Chassalia subcordatifolia ingår i släktet Chassalia och familjen måreväxter. Inga underarter finns listade i Catalogue of Life.